# Junín (Perú)
Junín es una ciudad peruana, capital del distrito y la provincia homónimos en el departamento del mismo nombre. Está situada a 4105 m de altitud, en la orilla sur del lago Junín.
La ciudad fue fundada en 1539 con el nombre de Pueblo de Reyes por los padres jesuitas sobre los restos del antiguo cacicazgo de Mariac. En sus orígenes fue un pueblo de arrieros que transportaba el mineral desde la cercana Cerro de Pasco hacia el puerto del Callao. En sus cercanías, casi trescientos años después, se peleó la histórica batalla de Junín, capital para el proceso de independencia sudamericana.
Junín fue elevada a nivel de ciudad por la Ley N.º 9834 el 27 de octubre de 1943 y se le restituyó el título de «Heroica Villa» (otorgado por Simón Bolívar en 30 de octubre del 1824) durante el Gobierno Revolucionario de la Fuerza Armada del general Juan Velasco Alvarado, mediante Decreto Ley n.º 20686  el 6 de agosto de 1974, en conmemoración del Sesquicentenario de la batalla de Junín, en recompensa a la inmolación de sus indefensos habitantes y la patriótica participación de sus montoneros durante la guerra de Independencia.

## Toponimia
Junín viene del vocablo quechua suni, sunin o shunin que significa 'lugar de altura y dónde hace frío'.

## Clima
| Parámetros climáticos promedio de Junín | Parámetros climáticos promedio de Junín | Parámetros climáticos promedio de Junín | Parámetros climáticos promedio de Junín | Parámetros climáticos promedio de Junín | Parámetros climáticos promedio de Junín | Parámetros climáticos promedio de Junín | Parámetros climáticos promedio de Junín | Parámetros climáticos promedio de Junín | Parámetros climáticos promedio de Junín | Parámetros climáticos promedio de Junín | Parámetros climáticos promedio de Junín | Parámetros climáticos promedio de Junín | Parámetros climáticos promedio de Junín |
| Mes                                     | Ene.                                    | Feb.                                    | Mar.                                    | Abr.                                    | May.                                    | Jun.                                    | Jul.                                    | Ago.                                    | Sep.                                    | Oct.                                    | Nov.                                    | Dic.                                    | Anual                                   |
| --------------------------------------- | --------------------------------------- | --------------------------------------- | --------------------------------------- | --------------------------------------- | --------------------------------------- | --------------------------------------- | --------------------------------------- | --------------------------------------- | --------------------------------------- | --------------------------------------- | --------------------------------------- | --------------------------------------- | --------------------------------------- |
| Temp. máx. media (°C)                   | 12.3                                    | 11.5                                    | 11.5                                    | 12.8                                    | 12.3                                    | 12.5                                    | 12.4                                    | 12.7                                    | 12.1                                    | 12.6                                    | 12.8                                    | 13                                      | 12.4                                    |
| Temp. media (°C)                        | 6.4                                     | 6.2                                     | 5.9                                     | 6.1                                     | 5                                       | 4.2                                     | 4                                       | 4.4                                     | 5                                       | 5.8                                     | 5.9                                     | 6.2                                     | 5.4                                     |
| Temp. mín. media (°C)                   | 0.5                                     | 0.9                                     | 0.4                                     | −0.6                                    | −2.2                                    | −4.1                                    | −4.4                                    | −3.8                                    | −2                                      | −1                                      | −1                                      | −0.5                                    | -1.5                                    |
| Fuente: climate-data.org                |                                         |                                         |                                         |                                         |                                         |                                         |                                         |                                         |                                         |                                         |                                         |                                         |                                         |

## Lugares de interés
Entre los atractivos turísticos de Junín se encuentra:
- Monumento a los Vencedores de Junín ubicado en el Santuario histórico de Chacamarca.
- Las colcas de Chacamarca
- Plaza Libertad
- Plaza Simón Bolívar
- Plaza Andrés Razuri
- Parque Montoneros
- Huaymi Puquio